# Єва Грігаші
Єва Грігаші (також Єва Ґріґаші, угор. Grigássy Éva: 22 серпня 1925, Берегове, тепер Закарпатська область — 25 вересня 2002, Будапешт, Угорщина) — угорська перекладачка, поетеса і журналіст. Перекладала угорською твори української літератури.

## Біографія
Єва Грігаші народилася 22 серпня 1925 року в містечку Берегове, що тоді входило до складу Чехословаччини. Навчалася в Ужгородській гімназії. Від 1953 року працювала кореспондентом «Сільського радіо», репортером «Радіолексикону» та «Вільного радіоуніверситету». У 1959 році переїхала до Угорщини.
У 2000—2002 роках була головним редактором часопису українців Угорщини «Громада».

## Творчість
Твори української літератури перекладала з оригіналу. Перекладала твори Лесі Українки, П. Мирного, І. Нечуя-Левицького, Ю. Яновського, О. Вишні, О. Копиленка, Л. Первомайського, Ю. Дольда-Михайлика та інших. Для видання Шевченкового «Кобзаря», виданого у 1961 році, переклала угорською мовою 10 віршів українського поета.